# Bryum baueri
Bryum baueri är en bladmossart som beskrevs av Schiffner in G. Roth 1905. Bryum baueri ingår i släktet bryummossor, och familjen Bryaceae. Inga underarter finns listade i Catalogue of Life.